# PHL03

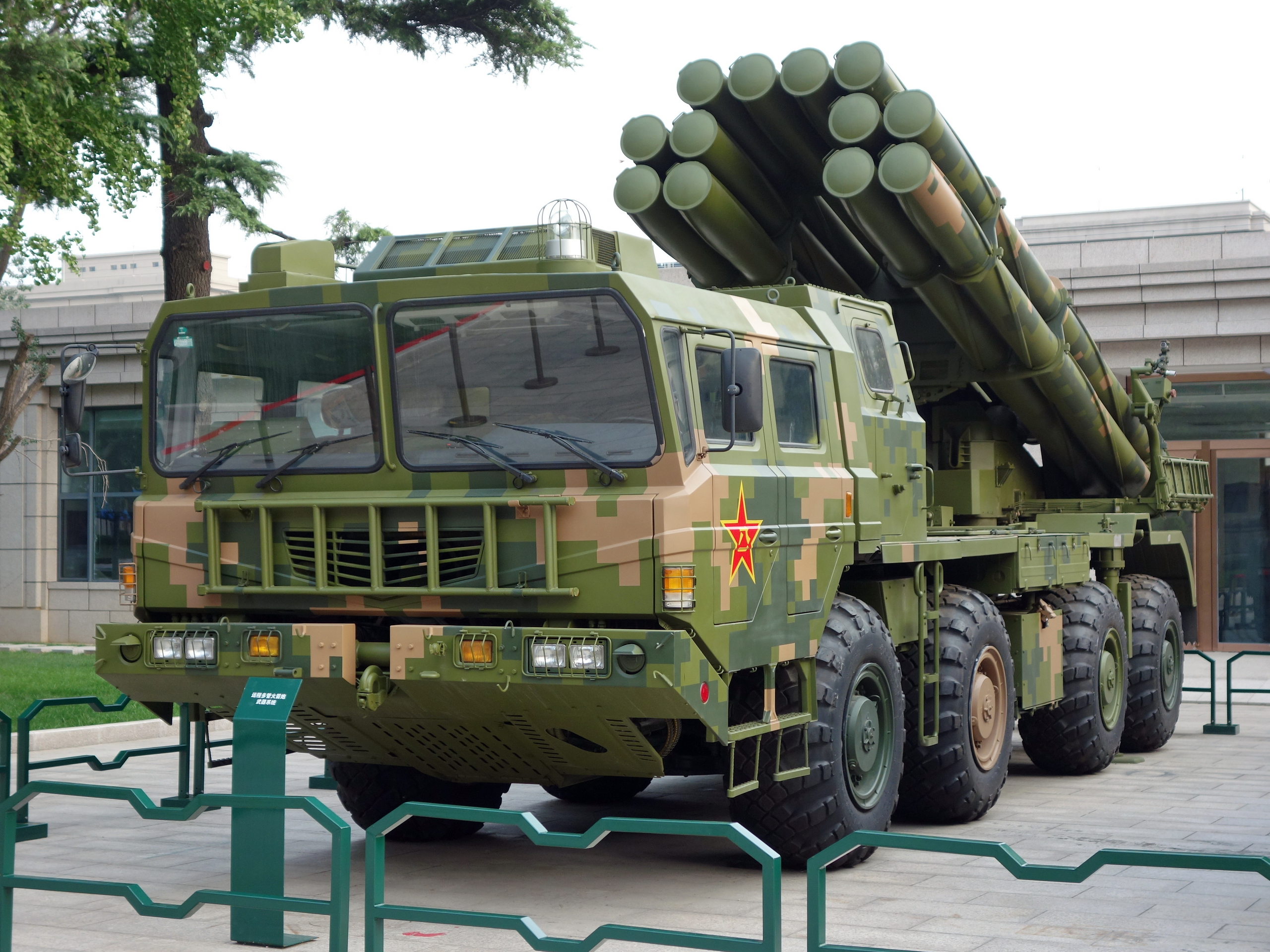
Raketenwerfer PHL03 im September 2017

Der PHL03 (andere Bezeichnung: Type 03) ist ein Mehrfachraketenwerfersystem der Volksrepublik China, welcher vom Rüstungskonzern Norinco auf Basis des sowjetischen BM-30 entwickelt wurde.

## Entwicklung
Die Chinesische Akademie für Trägerraketentechnologie (CALT) entwickelte Ende der 1990er-Jahre den 10-Rohr-Mehrfachraketenwerfer A-100 MRL mit einem Kaliber von 300 mm, der, wie das PHL03-System, im Aussehen stark dem sowjetischen 9K58 Smertsch ähnelte. Der A-100 wurde nicht in die Volksbefreiungsarmee eingeführt, der PHL03 wurde hingegen 2004/05 eingeführt. Es existieren die Varianten AR1, AR1A, AR2 und AR3, wobei die Version wahrscheinlich die Exportversion darstellt. Der erste von SIPRI dokumentierte Export ging 2009/2010 nach Marokko. Insgesamt wurden zwölf Fahrzeuge (vermutlich Start- und Ladefahrzeuge) in der Version AR2 geliefert. Das System wird allmählich durch das modulare und modernere PHL-16 ersetzt.

## Basisfahrzeug
Das PHL03-System basiert auf dem geländegängigen WS2400-Allrad-LKW (8×8). Auf diesem ist ein horizontal und vertikal schwenkbarer Werferarm mit elektrischem bzw. hydraulischem Richtantrieb installiert. Die Startbehälter können durch ein Versorgungsfahrzeug innerhalb weniger Minuten beladen oder ausgetauscht werden. Jedes Fahrzeug soll über ein Satellitennavigationssystem verfügen. Somit wird eine minimale Reaktionszeit aus voller Fahrt bis zur Feuereröffnung von rund drei Minuten erreicht.
Die Leermasse beträgt 21 Tonnen, das Gefechtsgewicht mit 12 Raketen 43 Tonnen. Somit ist eine Zuladung in Form eines Kampfsatzes von 12 Raketen mit maximal 22 Tonnen möglich. Vollbeladen wird eine Maximalgeschwindigkeit von 60 km/h auf der Straße erreicht, der Fahrbereich beläuft sich auf maximal 650 km. Der minimale Wenderadius des WS2400 beträgt hierbei 15 Meter und die maximale Steigfähigkeit beläuft sich auf 57 %. Ein PHL03-Startfahrzeug ist 12 Meter lang, drei Meter breit und drei Meter hoch (bei abgesenktem Werferarm), die Wattiefe beträgt 1,1 m.

## Technik
Auf dem vierachsigen LKW ist ein Rohrpaket mit zwölf Rohren des Kalibers 300 mm montiert. Ein Raketenwerfer ist in der Lage, alle zwölf Raketen innerhalb weniger Sekunden abzufeuern. In der Regel wird eine Salve aber innerhalb von 38 Sekunden abgefeuert. Das Nachladen eines leeren Werfers dauert etwa eine halbe Stunde. Eine Batterie von vier bis sechs PHL03-Systemen deckt mit insgesamt 48 bzw. 72 Raketen eine Zielfläche von etwa zwei km² ein. Die Abdeckungsfläche des sowjetischen Smertsch ist zwar kleiner, aber es deutet auf eine höhere Treffgenauigkeit des Vorbildes hin.
Technische Daten der Rakete:
- Antriebstechnik: Feststoffraketenantrieb
- Maximale Reichweite: 130 km[5]
- Länge: 7,3 m
- Durchmesser: 300 mm
- Startmasse: 840 kg
- Masse des Sprengkopfes: 235–280 kg[5]
- Munitionsformen:[6]
  - BRC3: bestückt mit Splitter-Streumunition (>600 Bomblets), Reichweite: 20 bis 70 km
  - BRC4: bestückt mit Streumunition (>400 Bomblets), Reichweite: 60 bis 130 km
  - BRE2: 190 kg HE-FRAG-Sprengkopf, Reichweite: 60 bis 130 km
  - Antipersonenminen[1], Panzerminen[1]

## Nutzer
- Volksrepublik China
- Marokko[3]
- Äthiopien[7]
- Kambodscha[8]